# Shawn Michaels
Michael Shawn Hickenbottom (sinh ngày 22 tháng 7 năm 1965) là đô vật người Mỹ được biết đến dưới tên "The Heartbreak Kid" Shawn Michaels.
Anh là một trong những đô vật có mặt sớm nhất tại World Wrestling Entertainment, và bắt đầu làm việc cho công ty từ năm 1987. Sự nghiệp của anh tưởng chừng kết thúc khi một lần bị chấn thương ở lưng vào năm 1998, nhưng sau đó anh quay lại võ đài vào năm 2002. Hiện nay Michaels đang thi đấu cho RAW và là thành viên của nhóm D-Generation X cùng với Triple H. Sau đó, vào ngày Chủ nhật 20/5, trong chương trình Judgment Day, anh đã bị Randy Orton đập đầu vào giàn giáo, dù bác sĩ không cho phép đấu nhưng anh ta đã cố gắng ra võ đài và đã bị Randy Orton phang ống quyển vào đầu và chấn thương nặng. Hiện nay,anh ta đang được chữa trị. Vào ngày 8 tháng 10 năm 2007, Shawn Michael đã làm cho fan của anh 1 bất ngờ lớn là trở lại Raw sau thời gian nghỉ vì chấn thương, và trong ngày hôm đó anh đã ra đòn Sweet Chin Music vào WWE Champion Randy Orton. Tại No Mercy, anh có cơ hội tranh đai World heaveweigh championship trong trận Ladder match với Chris Jericho nhưng không thành. Sắp tới tại sự kiện PPV lớn nhất trong năm của WWE WrestleMania 26 sẽ được tổ chức tại Houston bang Texas, anh sẽ có trận đấu với The Undertaker, nếu anh thua trong trận này có thể anh sẽ nghỉ thi đấu mãi mãi. Tuy nhiên trong cuộc phỏng vấn gần đây với "Chicago's Q101 alternative rock station" ngày 4/4/2009, Shawn Michaels nói rằng: tôi nghĩ rằng WrestleMania năm sau sẽ là WrestleMania cuối cùng của tôi. "The Heartbreak Kid" nói rằng bản hợp đồng với WWE của anh ấy sẽ hết hiệu lực sau buỗi diễn và anh ấy muốn ở gần con mình nhiều hơn. Michaels nói anh ấy sẽ trở lại thi đấu wrestling vào 1 lúc nào đó, nhưng khi con của anh ấy đã lớn và không muốn dựa vào anh ấy nữa.

## Các đòn thường sử dụng
- Các đòn sở trường hay được anh sử dụng trong sự nghiệp:
  - Dứt điểm: Sweet Chin Music (Super kick thường được làm sau 1 loạt dậm chân khi đứng gần cột)
  - Modified Figure Four leg lock-bắt đầu sử dụng từ 2007
  - Jumping Piledriver (được sử dụng như 1 đòn kết thúc trong những năm 1992-1993 ngày nay được dùng như 1 đòn hay sử dụng)
  - Diving Moonsault to standing opponent (Moonsault được dùng trong khi đối thủ đang đứng)
  - Diving Elbow Drop
  - Scoop Slam
  - Flying Forearm Shot
  - Swinging Neck Breaker
  - Inverted Atomic Drop
  - Slingshot Cross body
  - Sharp Shooter (Được sử dụng như 1 đòn để chống lại huyền thoại Bret "The Hitman" Hart)
  - Lou thes Prezz cùng với những cú đấm

## Với người cộng sự hợp tác ăn ý
Shawn từng có mối quan hệ lâu dài với Marty Jannetty từ lúc còn ở nhóm The Rockers, nhưng sau đó ông đã phản bội Marty sau khi Sweet Chin Music và đập Marty vào kính cửa sổ. Ông từng có mối thù với Hunter Hearst Helmsley (Triple H) vào năm 2002 và thề sẽ là kẻ thù không đội trời chung của nhau. Họ đã có những trận đấu đỗ máu ác liệt gây nhiều sự tranh cãi của khán giả, những trận đấu đó luôn được trình diễn vào cuối các chương trình của WWE nên khán giả thường ngồi để theo dõi. Thế nhưng một năm sau họ lại trở thành cộng sự của nhau và bấy giờ nhóm D-Geration X chỉ còn hai thành viên là Shawn và Hunter. Từ đó họ trở nên rất thân thiết và hợp tác ăn ý, nhóm họ đã trở thành nhóm quậy nhất ở WWE. Họ thường quấy nhiễu chương trình, ghi chữ "DX" và vẽ bậy khắp nơi. Những mối thù tiêu biểu của họ là với gia đình McMahon, đội Spirit Squad và đội Rated RKO Năm 2006, nhóm tan rã vì Triple H bị chấn thương nặng ở chân trái.
Ở Wrestlemania XXVI, Shawn đã bị đánh bại bởi The undertaker và đây cũng là trận đấu cuối cùng của Shawn Michael sau 26 năm sự nghiệp. Vào ngày 30 tháng 3, Shawn đã lên võ đài để chào khán giả lần cuối trước khi chia tay WWE. Và trong lần này, anh cũng được Triple H và The Undertaker (người đã đánh bại Shawn trong Wrestlemania XXVI) ra chia tay. Anh chính thức nghỉ ngày 30 tháng 3 năm 2010 (sau Ric Flair đúng 2 năm, ngày 30 tháng 3 năm 2008 ở Wrestlemania XXIV).
Nhưng thật bất ngờ, Michael đã trở lại show RAW, nhưng không phải để đánh nhau mà là để phát biểu về sự kiện sắp tới, anh sẽ nhận danh hiệu Hall of Famer dành cho những tượng đài của WWE, nhưng khi anh chưa kịp phát biểu thì bị Alberto Del Rio cắt ngang. Del Rio nói anh sẽ thay thế Michael để trở thành một Mr.Wrestlemania mới. Quá nóng giận, Michael tung một cú Sweet Chin Music nhằm vào Del Rio. Sau đó, anh trở vào trong khi chưa phát biểu lời nào.
Wrestlemania 27 anh không tham gia mà đến với tư cách là 1 Hall Of Famer
.Wrestlemania 28, anh tham gia với vai trò trọng tài khách mời đặc biệt cho trận đấu giữa HHH và Undertaker trong trận Hell In The Cell, the end of era.
Hiện nay anh đã trở lại WWE RAW để giúp Triple H đánh bại Brock Lesnar.

## Các chức vô địch và danh hiệu
- World Wrestling Federation / Entertainment

- WWF Championship (3 lần)
- World Heavyweight Championship (1 lần)
- WWF Intercontinental Championship (3 lần)
- WWF European Championship (1 lần)
- WWE World Tag Team Championship (6 lần) - với Diesel (2), Steve Austin, John Cena,Triple H,Marty Jannetty.
- Royal Rumble (1995)
- Royal Rumble (1996)

- Giải thưởng Pro Wrestling Illustrated

- Trận đấu tiêu biểu năm 1993 – đấu với Marty Jannetty (Monday Night RAW, 17 tháng 5 1993)
- Trận đấu tiêu biểu năm 1994 – đấu với Razor Ramon (WrestleMania X, 20 tháng 3 1994)
- Trận đấu tiêu biểu năm 1995 – đấu với Diesel (WrestleMania XI, 2 tháng 4 1995)
- Đô vật nổi tiếng nhất năm 1995
- Đô vật nổi tiếng nhất năm 1996
- Trận đấu tiêu biểu năm 1996 – với Bret Hart (WrestleMania XII, 31 tháng 3 1996)
- Bầu chọn đứng thứ 1 trong tốp PWI 500 năm 1996
- Bầu chọn đứng thứ 9 trong tốp PWI 500 năm 1996
- Bầu chọn đứng thứ 10 trong tốp PWI 500 năm 2003
- Bầu chọn đứng thứ 33 trong tốp PWI 100 những cặp đô vật tiêu biểu năm 2003 - với Marty Jannetty
- Bầu chọn dứng thứ 55 trong tốp PWI 100 những cặp đô vật tiêu biểu năm 2003 - với Diesel
- Trận đấu tiêu biểu năm 2004 - đấu với Chris Benoit và Triple H (WrestleMania XX, 14 tháng 3 2004)
- Trận đấu tiêu biểu năm 2005 - đấu với Kurt Angle (WrestleMania 21, 3 tháng 4 2005)

- Trận dấu tiêu biểu cua năm 2007: đấu với John Cena(WrestleMania23)
- Trận đấu tiểu biểu của năm 2008: đấu với Ric Flair(WrestleMania24)(Và trận đó đã khiến cho Ric Flair phải từ bỏ sự nghiệp của mình)
- Trận đấu tiêu biểu của năm 2009: đấu với Undertaker (WrestMania 25)

- Michaels là người giữ kỉ lục với chín trận đấu được chọn là trận tiêu biểu trong năm của PWI.

## Cuộc sống đời thường
Michaels đã kết hôn với cựu diva WCW, Rebecca Curci vào ngày 31 tháng 3, năm 1999 tại nhà thờ Graceland Wedding ở Las Vegas, Nevada. Họ cùng nhau có hai đứa con, cậu con trai tên Cameron Kade (sinh 5 tháng 1 năm 2000) và cô con gái tên Cheyenne Michelle (sinh 19 tháng 8 năm 2004).
Michaels là người thuận cả hai tay. Anh dùng tay phải để vẽ, và tay trái để viết.
Michaels còn là một người Thiên Chúa giáo, anh thường làm dấu thánh và quỳ xuống cầu nguyện mỗi khi bước lên võ đài đấu vật.
Hiện nay tuy đã giải nghệ nhưng Michaels vẫn hay tới WWE